# Opisthograptis aestiva
Opisthograptis aestiva är en fjärilsart som beskrevs av Vorbrodt och Müller-rutz 1913. Opisthograptis aestiva ingår i släktet Opisthograptis och familjen mätare. Inga underarter finns listade i Catalogue of Life.